# Palazzo del Capitano del Popolo (Perugia)
Il Palazzo del Capitano del Popolo è un edificio storico di Perugia, in Umbria. 
Sorge nel rione della porta di San Pietro, in piazza Giacomo Matteotti, è sede della corte d'appello e della procura generale della città perugina, oltreché di altri uffici comunali.

## Storia
Detto anche Palazzo del Bargello, fu edificato per il trasferimento della magistratura tra il 1473 e il 1481, dai lombardi Gasparino d'Antonio e Leone di Matteo. La storia del palazzo va di pari passo con quella dell'antistante piazza Grande (poi "del Sopramuro", oggi "Giacomo Matteotti"), in origine un antico terrapieno interamente artificiale e realizzato nella seconda metà del XIII secolo in luogo di un'area fortemente scoscesa poco fuori dalla cinta delle mura etrusche. Il piano della piazza, infatti, poggia sopra un muro di contenimento (da qui l'antico nome) impostato sul dirupo, e retto a est da volte trecentesche (dette "Arconi") utilizzate nel successivo secolo come magazzini.

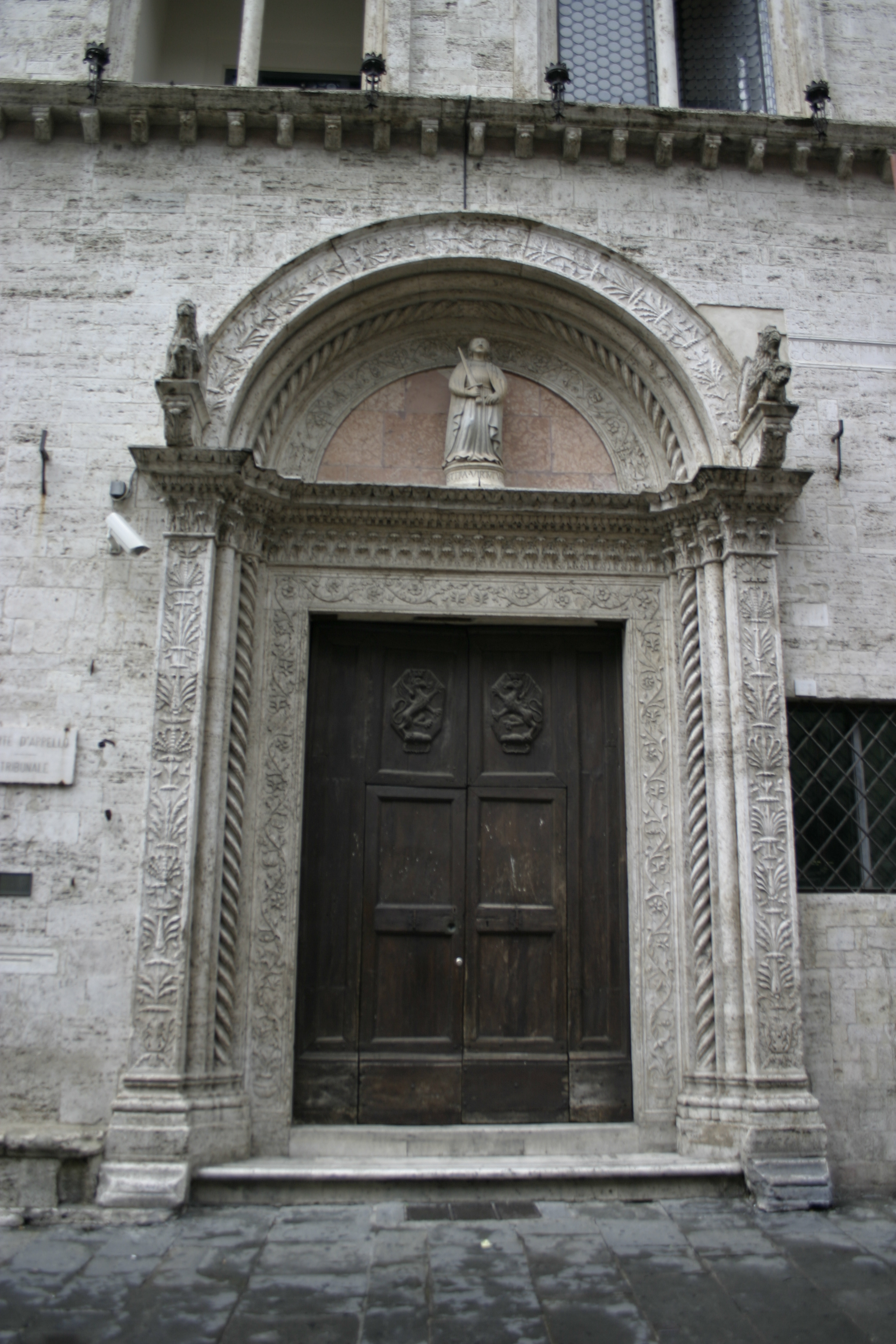
Il portale

Il complesso venne edificato a chiusura della piazza medesima. Si presenta come un elegante edificio rinascimentale con connotazioni gotiche. Vi si svolgeva una parte dell'attività del governo cittadino, come sede della figura istituzionale del capitano del popolo. Il portale è molto simile a quello del vicino Palazzo dei Priori, e nella sua versione originale l'edificio presentava sulla sommità una merlatura egualmente simile, andata distrutta in seguito a un terremoto nel 1741. Venne in seguito asportato il terzo piano. L'edificio fu poi consolidato e ristrutturato a opera del campano Luigi Vanvitelli.
Sulla facciata sono presenti quattro bifore contornate da ghirlande; al primo piano è la loggia dei Banditori, sorretta da grandi mensole. Il portale, ornato di sottili colonne ritorte, è sormontato da due grifi perugini che artigliano un vitello e un montone, e da una lunetta con al centro un'allegoria della Giustizia, rappresentata come una donna armata di spada che sorride: allusiva è la scritta «Iustitia Virtutu(m) Domina» ("Giustizia signora delle virtù") del 1472, posta nella parte inferiore.
A sinistra del Palazzo del Capitano del Popolo si aprono archi ogivali che conducono alla loggia dei Lanari e al mercato Coperto del 1932, nonché a una vasta terrazza panoramica con vista sulla parete che guarda Assisi, il monte Subasio e Torgiano.

### Università Vecchia

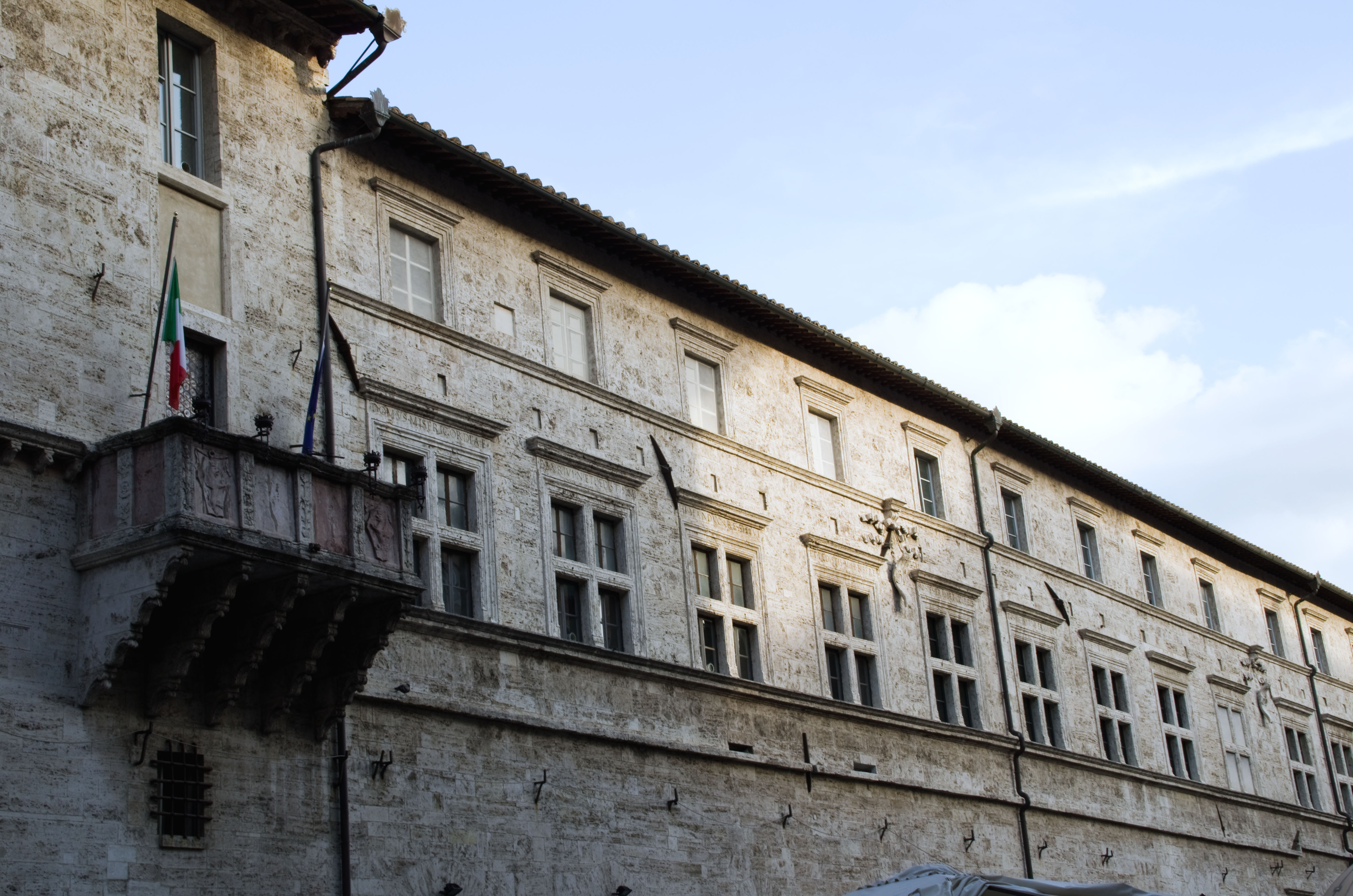
Il fronte dell'Università Vecchia

L'attiguo palazzo di destra venne iniziato nel 1453 con la costruzione del piano terra ad archi ogivali. Trent'anni più tardi papa Sisto IV decise di spostarvi la sede dello Studium Perusinum — l'odierna Università degli Studi di Perugia, uno dei primi atenei liberi d'Italia — facendovi aggiungere fra il 1490 e il 1520 i due piani successivi con finestre crociate rinascimentali (opera attribuita a Fiorenzo di Lorenzo).
Il palazzo è sede di uffici giudiziari dai primi anni del XIX secolo.